# The Log
The Log (deutsch: „der Klotz“) ist ein experimenteller Gitarren-Prototyp, der etwa im Jahr 1941 vom US-amerikanischen Gitarristen und Aufnahmetechniker Les Paul (eigentlich Lester William Polfus) gebaut worden war. Dieser Prototyp diente dem US-Gitarrenhersteller Gibson als Inspiration für eigene Gitarrenmodelle, hauptsächlich für das 1952 erstmals vorgestellte Solidbody-E-Gitarren-Modell Gibson Les Paul. Damit war dieser Prototyp wegweisend für die Entwicklung der E-Gitarre.

## Geschichte
Bereits seit den späten 1920er-Jahren hatte Polfus mit Möglichkeiten experimentiert, eine Gitarre elektrisch zu verstärken. Erste Versuche beinhalteten, die Decke einer Vollresonanzgitarre zwecks Vibrationsaufnahme mit einer Grammophonnadel zu perforieren, welche über Kabel an ein Röhrenradio angeschlossen war, das über eine Autobatterie mit Strom versorgt wurde. Außerdem suchte Polfus nach Möglichkeiten, die Ausschwingdauer (englisch: Sustain) der auf Instrumente aufgezogenen Saiten zu verlängern. Einer seiner später unternommenen Versuche beinhaltete eine Eisenbahnschiene, auf die er Gitarrensaiten aufspannte.

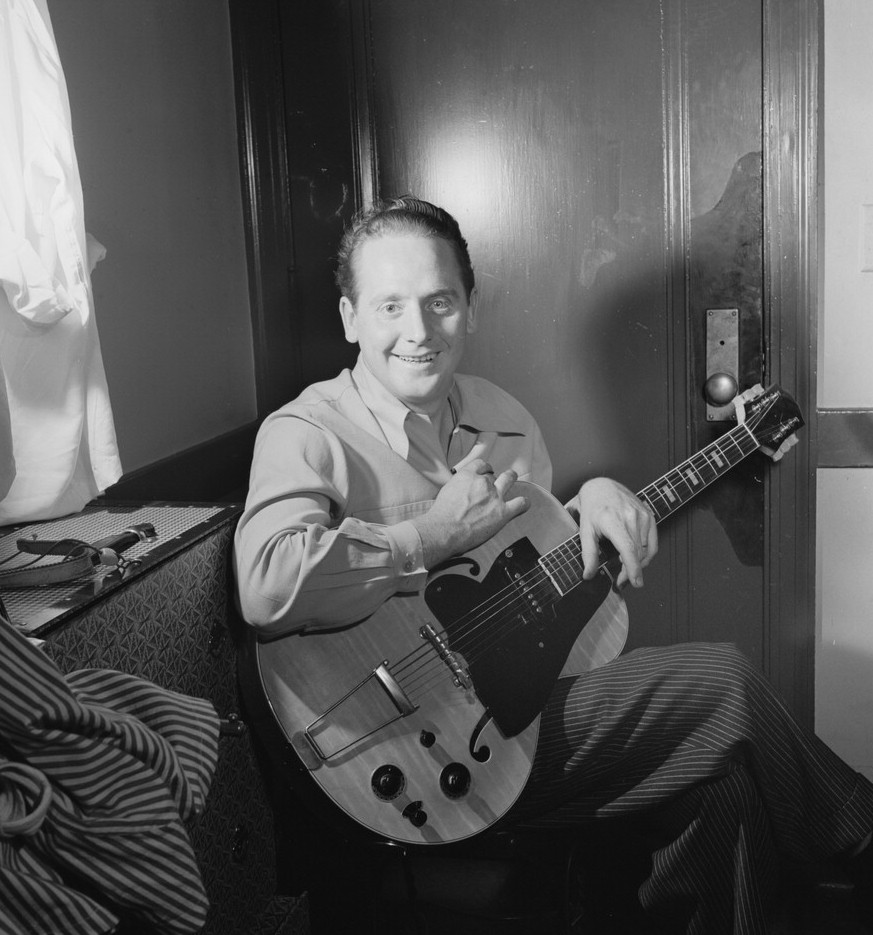
Der Gitarrist Les Paul im Jahr 1947 mit einer der von ihm selbst modifizierten Epiphone-Archtop-Gitarren. Foto von William P. Gottlieb

Im Jahr 1941 schließlich baute Polfus in den Werkstätten des Gitarrenherstellers Epiphone den Prototyp einer Halbresonanzgitarre, von seinem Konstrukteur (vermutlich nicht ausschließlich ernstgemeint) The Log genannt. Er bestand im Wesentlichen aus Teilen von Fichtenholz-Decke und -Zargen einer von Halsansatz bis Korpusfuß mittig durchgesägten Epiphone-Vollresonanzgitarre, die Polfus links und rechts mit Metallklammern an einen passend zugeschnittenen, im Querschnitt 4 x 4 Zoll (10,2 × 10,2 cm) messenden Massivholzbalken schraubte. Auch der aus Sperrholz bestehende Boden des Instruments war lediglich mit Schrauben befestigt. An den namensgebenden Holzblock montierte er zwei selbstgefertigte elektromagnetische Tonabnehmer, einen Stahldübel als Steg, einen Saitenhalter mit Vibratoeinheit sowie einen Gibson-Gitarrenhals mit Kopfplatte. Er verfolgte damit das Ziel, akustische Einflüsse bei der Klangerzeugung weitgehend auszuschalten, um so unwillkommene Nebengeräusche wie Rückkopplungen zu vermeiden und den Klang des Instruments hauptsächlich durch elektrische Verstärkung formen zu können. Nach diesem ersten Prototyp modifizierte Polfus in ähnlicher Weise noch zwei weitere Epiphone-Gitarren, die er seine „Klunker“ nannte.
Etwa 1946 stellte Lester Polfus seinen „Klotz“-Prototyp der Firma Gibson vor, zu dieser Zeit US-Marktführer auf dem Gebiet des Gitarrenbaus. Dort wurde sein Modell zunächst jedoch mit der Begründung zurückgewiesen, niemand würde einen „Besenstiel mit Saiten“ kaufen wollen. Zitat Polfus: „Die lachten sich krank über meine Gitarre.“ Laut Polfus eigener Aussage wurde er erst Anfang 1951, angesichts gestiegener Nachfrage nach Massivkorpusgitarren und aufgrund des Erfolges, den das Konkurrenzunternehmen Fender mit seinem Solidbody-E-Gitarrenmodell Fender Telecaster erzielte, von Gibson engagiert, um sich am Entwurf von deren erster Solidbody-Gitarre, später als Gibson Les Paul bekannt, zu beteiligen. Aufgrund des Konstruktionsprinzips von The Log wird davon ausgegangen, dass Polfus’ Prototyp der Firma Gibson auch als Vorlage für das 1958 eingeführte Halbresonanz-Gitarrenmodell („Semiakustik“) Gibson ES-335 gedient hat.
Lester Polfus benutzte seinen Prototyp bis in die 1950er-Jahre regelmäßig im Aufnahmestudio und bei Bühnenauftritten. Heute befindet sich der Original-Prototyp The Log in der Instrumentensammlung des Museums der Country Music Hall of Fame in Nashville, Tennessee. Ein Nachbau wurde im Jahr 2004 im Rahmen der Wanderausstellung Stromgitarren zur Geschichte der E-Gitarre im Landesmuseum für Technik und Arbeit Mannheim und im Deutschen Technikmuseum Berlin gezeigt.